# 纳加尔库尔诺奥尔
16°29′38″N 78°18′37″E / 16.4939417°N 78.31024889999999°E
纳加尔库尔诺奥尔（Nagarkurnool），是印度安得拉邦馬布那加爾縣的一个城镇。总人口26176（2001年）。

## 人口
该地2001年总人口26176人，其中男性13607人，女性12569人；0—6岁人口3152人，其中男1701人，女1451人；识字率70.95%，其中男性为78.76%，女性为62.50%。